# Marathon masculin aux championnats du monde d'athlétisme 2022
Pour des articles plus généraux, voir Championnats du monde d'athlétisme 2022 et Marathon aux championnats du monde d'athlétisme.
Navigation
Doha 2019 Budapest 2023
L'épreuve du marathon masculin des championnats du monde de 2022 se déroule le 17 juillet 2022 autour de l'Autzen Stadium situé au sein de l'Université de l'Oregon à Eugene, aux États-Unis.

## Mimimas de qualification
Le minima de qualification est fixé à 2 h 11 min 30 s, la période de qualification est comprise entre le 30 novembre 2020 et le 29 mai 2022.

## Résultats
Le départ est donné à 6:15
| Rang               | Athlète                        | Pays                        | Temps   | Notes |
| ------------------ | ------------------------------ | --------------------------- | ------- | ----- |
| Médaille d'or      | Tamirat Tola                   | Éthiopie                    | 2:05:36 | CR    |
| Médaille d'argent  | Mosinet Geremew                | Éthiopie                    | 2:06:44 |       |
| Médaille de bronze | Bashir Abdi                    | Belgique                    | 2:06:48 |       |
| 4                  | Cameron Levins                 | Canada                      | 2:07:09 | NR    |
| 5                  | Geoffrey Kamworor              | Kenya                       | 2:07:14 | SB    |
| 6                  | Seifu Tura (en)                | Éthiopie                    | 2:07:17 |       |
| 7                  | Gabriel Geay                   | Tanzanie                    | 2:07:31 | SB    |
| 8                  | Daniel do Nascimento           | Brésil                      | 2:07:35 |       |
| 9                  | Shumi Dechasa                  | Bahreïn                     | 2:07:52 | SB    |
| 10                 | Isaac Mpofu (en)               | Zimbabwe                    | 2:07:56 | NR    |
| 11                 | Maru Teferi                    | Israël                      | 2:07:59 |       |
| 12                 | Othmane El Goumri              | Maroc                       | 2:08:14 |       |
| 13                 | Yusuke Nishiyama (en)          | Japon                       | 2:08:35 |       |
| 14                 | Hamza Sahli                    | Maroc                       | 2:08:45 |       |
| 15                 | Barnabas Kiptum (en)           | Kenya                       | 2:08:59 |       |
| 16                 | Oqbe Kibrom Ruesom (en)        | Érythrée                    | 2:09:02 |       |
| 17                 | Hassan Chahdi                  | France                      | 2:09:20 |       |
| 18                 | Melikhaya Frans (en)           | Afrique du Sud              | 2:09:24 | PB    |
| 19                 | Galen Rupp                     | États-Unis                  | 2:09:36 | SB    |
| 20                 | Rory Linkletter (en)           | Canada                      | 2:10:24 | PB    |
| 21                 | Mohamed Reda El Aaraby         | Maroc                       | 2:10:33 |       |
| 22                 | Goitom Kifle (en)              | Érythrée                    | 2:11:10 | SB    |
| 23                 | Dong Guojian (en)              | Chine                       | 2:11:14 | SB    |
| 24                 | Elkanah Kibet (en)             | États-Unis                  | 2:11:20 | SB    |
| 25                 | Tesema Moges (en)              | Israël                      | 2:11:36 |       |
| 26                 | Ser-Od Bat-Ochir               | Mongolie                    | 2:11:39 | SB    |
| 27                 | José Márcio Leão da Silva (en) | Brésil                      | 2:11:43 |       |
| 28                 | Ben Preisner (en)              | Canada                      | 2:11:47 | SB    |
| 29                 | Patricio Castillo (en)         | Mexique                     | 2:11:51 | SB    |
| 30                 | Thomas De Bock (en)            | Belgique                    | 2:11:54 | SB    |
| 31                 | Yang Shaohui (en)              | Chine                       | 2:11:56 |       |
| 32                 | Olivier Irabaruta (en)         | Burundi                     | 2:12:00 |       |
| 33                 | Jackson Kiprop (en)            | Ouganda                     | 2:12:14 |       |
| 34                 | Filex Malewa Chemongesi (en)   | Ouganda                     | 2:12:16 |       |
| 35                 | Tebello Ramakongoana (en)      | Lesotho                     | 2:12:35 | SB    |
| 36                 | Hector Garibay Flores (en)     | Bolivie                     | 2:12:44 |       |
| 37                 | Paulo Roberto Paula (en)       | Brésil                      | 2:13:39 |       |
| 38                 | Gaku Hoshi (en)                | Japon                       | 2:13:44 |       |
| 39                 | Nicolás Cuestas (en)           | Uruguay                     | 2:13:52 |       |
| 40                 | Fred Musobo                    | Ouganda                     | 2:13:58 | SB    |
| 41                 | Eulalio Muñoz (en)             | Argentine                   | 2:14:29 | SB    |
| 42                 | Byambajav Tseveenravdan (en)   | Mongolie                    | 2:14:44 |       |
| 43                 | Tom Gröschel (en)              | Allemagne                   | 2:14:56 | SB    |
| 44                 | Hiskel Tewelde                 | Érythrée                    | 2:15:01 | SB    |
| 45                 | Peng Jianhua (en)              | Chine                       | 2:16:12 | SB    |
| 46                 | Colin Mickow (en)              | États-Unis                  | 2:16:36 | SB    |
| 47                 | Thijs Nijhuis (en)             | Danemark                    | 2:16:55 | SB    |
| 48                 | Haimro Alame (en)              | Israël                      | 2:17:05 |       |
| 49                 | Joshua Griffiths (en)          | Royaume-Uni                 | 2:17:37 |       |
| 50                 | Ernesto Andrés Zamora (en)     | Uruguay                     | 2:17:54 |       |
| 51                 | Dario Castro (en)              | Mexique                     | 2:18:32 |       |
| 52                 | Tumelo Motlagale (en)          | Afrique du Sud              | 2:20:21 |       |
| 53                 | Eduardo Terrance Garcia (en)   | Îles Vierges des États-Unis | 2:23:16 | SB    |
| 54                 | Krishna Bahadur Basnet (en)    | Népal                       | 2:24:19 | SB    |
|                    | Lahsene Bouchikhi              | Belgique                    | DNF     |       |
|                    | Gantulga Dambaddarjaa (en)     | Mongolie                    | DNF     |       |
|                    | Lelisa Desisa                  | Éthiopie                    | DNF     |       |
|                    | Oh Joohan (en)                 | Corée du Sud                | DNF     |       |
|                    | Ibrahim Hassan                 | Djibouti                    | DNF     |       |
|                    | Abdi Nageeye                   | Pays-Bas                    | DNF     |       |
|                    | David Nilsson (en)             | Suède                       | DNF     |       |
|                    | Emanuel Giniki Gisamoda (en)   | Tanzanie                    | DNF     |       |
|                    | Kengo Suzuki (en)              | Japon                       | DNS     |       |

## Légende
Records et Performances
- AR : Record continental (area record)
- CR : Record des championnats (championship record)
- MR : Record du meeting (meet record)
- NR : Record national (national record)
- OR : Record olympique (olympic record)
- PR : Record paralympique (paralympic record)
- PB : Record personnel (personal best)
- SB : Meilleure performance personnelle de la saison (season's best)
- WL : Meilleure performance mondiale de l'année (world leader)
- WJR : Record du monde junior (world junior record)
- WR : Record du monde (world record)

Circonstances et Conditions
- DNF : N'a pas terminé (did not finish)
- DNS : N'a pas pris le départ (did not start)
- DQ : Disqualification (disqualification)
- NM : Aucun essai valable enregistré (No Mark)
- Q : Qualifié « directement » au prochain tour (ou à la prochaine compétition), lors d'une compétition majeure, grâce au classement ou à la réalisation des minima (automatic qualifier)
- q : Qualifié au prochain tour (ou à la prochaine compétition), lors d'une compétition majeure, grâce au repêchage ou à la réalisation de l'une des meilleures performances parmi celles des « non qualifiés directement » (grâce au meilleur temps ou à la meilleure distance par exemple) (secondary qualifier)